# District de Mazhang
Le district de Mazhang (麻章区 ; pinyin : Mázhāng Qū) est une subdivision administrative de la province du Guangdong en Chine. Il est placé sous la juridiction de la ville-préfecture de Zhanjiang.
Il comprend aussi les îles Donghai et Naozhou.